# جوقوری
جوقوری (به اسپانیایی: Juqhuri) یک کوه در پرو است که در Peru, Tacna Region, Tarata Province واقع شده‌است. جوقوری ۵٬۲۲۳٫۱ متر بالاتر از سطح دریا واقع شده‌است.